# Yvonne Lin
Yvonne Elisabeth Lin, MSc född Östlund 24 juli 1956 i Brännkyrka församling i Stockholm, är en svensk entreprenör och författare som får människor och organisationer att må och prestera bättre inom ramen för det egna företaget Ylab. Yvonne är medicine magister, master i psykologi, utbildad KBT terapeut och har en gedigen kunskap inom idrottsfysiologi och psykologi. 
"Yvonne Lin är en sann fighter som får människor att vända motgång till framgång" https://www.talarforum.se/yvonne.lin. 
År 1980 och 1983 vann hon, som första svenska kvinna, det inofficiella världsmästerskapet i kampsport kategori full kontakt. I början av 1980-talet blev hon en svensk pionjär inom fitness när hon lanserade aerobics och drev en klubb på Luntmakargatan i centrala Stockholm. Hon startade även Norges första anläggning 1983 på Pilestredet, nära sportarenan Bislet.
Yvonne Lin startade under början av nittiotalet ett ytterligare företag med utbildning inom dykning, bergsklättring och skärmflygning. Hon var även ordförande för Svenska skärmflygförbundet under några år. År 1994 i Paris var hon överdomare för de första officiella världsmästerskapen i sports aerobics, som arrangerades av det Internationella gymnastikförbundet (FIG). Lin hade dessförinnan arbetat för FIG med att ta fram tävlingsregler, så kallade Code of Points samt utbilda domare och tränare i 84 länder. År 2004 fick hon en internationell hedersmedalj för sina insatser. 
År 1991 formade Lin en forskningsgrupp i Moskva inom området för hälsorelaterad träning. Forskningen utvecklades med åren till att omfatta både fysiska och psykiska komponenter och metodutveckling inom helhetshälsa. Året 1994 grundade hon företaget Ylab och konceptet Wellcare - skräddarsydda program för att må och prestera bättre. 
Lin verkar även som hälsoinnovatör inom media, hon skrev för Amelia Förlag och tidningen Hälsa under flera år och har författat nio böcker inom området kampsport och hälsa. Hon har även varit SVT:s hälso- och träningsexpert under många år i Sveriges Radio och i Gomorron Sverige. Hon är en flitigt anlitad talare och bloggar på yvonnelin.se inom ramen för hälsa, kost, träning och mående.  
Yvonne Lin verkade som landslagschef för Svenska Kung Fu & Wushuförbundet mellan 2012 och 2014 och är sedan 2014 ordförande i samma förbund samt var under sex år konsult för det internationella wushuförbundet. Hon driver sedan 1994 företaget Ylab som skräddarsyr helhetshälsoprogram för privatpersoner och företag med krav på mätbara resultat.      

## Filmografi
- 1986 – På liv och död